# Миголощское сельское поселение
Миголощское сельское поселение — упразднённое муниципальное образование в Хвойнинском районе Новгородской области России.
Административный центр — деревня Миголощи, расположена к юго-западу от Хвойной.
В марте 2020 года упразднено в связи с преобразованием муниципального района в муниципальный округ. Оно соответствует административно-территориальной единице Миголощское поселение Хвойнинского района.

## География
Территория поселения расположена на северо-востоке Новгородской области. На территории муниципального образования находится множество озёр — Граничное, Ямное, Съезжее, Клетно, Синяя Вода и др.

## История
Миголощское сельское поселение было образовано законом Новгородской области от 17 января 2005 года № 396-ОЗ, Миголощское поселение — законом Новгородской области от 11 ноября 2005 года № 559-ОЗ.

## Население
| 2010 | 2012 | 2013 | 2014 | 2015 | 2016 | 2017 |
| ---- | ---- | ---- | ---- | ---- | ---- | ---- |
| 418  | ↗420 | ↗422 | ↗429 | ↗434 | ↘429 | ↗432 |

## Населённые пункты
В состав поселения входят 23 населённых пункта.
| №  | Населённый пункт | Тип населённого пункта | Население |
| -- | ---------------- | ---------------------- | --------- |
| 1  | Аркадьевка       | деревня                | ↗7        |
| 2  | Берег            | деревня                | ↗2        |
| 3  | Ботнево          | деревня                | ↘1        |
| 4  | Малая Горка      | деревня                | 4         |
| 5  | Дубинина Горка   | деревня                | →0        |
| 6  | Дубье            | деревня                | ↗3        |
| 7  | Карпово          | деревня                | ↗2        |
| 8  | Клёново          | деревня                | →0        |
| 9  | Колмошино        | деревня                | ↘13       |
| 10 | Крепугино        | деревня                | →0        |
| 11 | Кривуха          | деревня                | →1        |
| 12 | Курково          | деревня                | →0        |
| 13 | Миголощи         | деревня                | ↘296      |
| 14 | Молодильно       | деревня                | ↗8        |
| 15 | Наротово         | деревня                | ↗4        |
| 16 | Опарино-1        | деревня                | ↘4        |
| 17 | Опарино-2        | деревня                | ↗3        |
| 18 | Першутино        | деревня                | →2        |
| 19 | Пожарьё          | деревня                | ↘4        |
| 20 | Ситница          | деревня                | ↗10       |
| 21 | Смёнково         | деревня                | ↗3        |
| 22 | Спасово          | деревня                | ↘51       |
| 23 | Ямница           | деревня                | →0        |

Постановлением Правительства Новгородской области от 05.07.2021 № 192 населённый пункт Горка был переименован в Малую Горку.

## Археология
На селище Съезжее рядом с грунтовым и курганным могильниками, были открыты остатки жилой постройки столбовой конструкции. Постройки с применением столбовой техники при возведении кровли известны на таких поселениях второй половины I тысячелетия как Старая Ладога, Городок на Ловати, Кобылья Голова, Жабино.